# چیز بزرگ
چیز بزرگ (انگلیسی: Big Thing؛‏ کره‌ای: Big Thing) یک مجموعه تلویزیونی محصول کره جنوبی سال ۲۰۱۰ با بازی گو هیون جونگ به عنوان اولین رئیس‌جمهور زن کره جنوبی، کوان سانگ وو، چا این پیو و لی سو کیونگ است. این مجموعه بر پایه مانهوای ده‌مول اثر پارک این کوان است. این مجموعه از ۶ اکتبر تا ۲۳ دسامبر ۲۰۱۰، روزهای چهارشنبه و پنجشنبه ساعت ۲۱:۵۵ (کی‌اس‌تی) از اس‌بی‌اس پخش شد. این مجموعه در طول دوره یازده هفته‌ای پخش خود، در جایگاه اول قرار گرفت و به دلیل بازیگران و آرک داستانی و موضوعات بحث‌برانگیز، رتبه‌بندی موفقی به دست آورد.

## بازیگران
- گو هیون جونگ در نقش سو هه ریم
- کوان سانگ وو در نقش ها دو یا
- چا این پیو در نقش کانگ ته سان
- لی سو کیونگ در نقش جانگ سه جین